# Контрада Традименто
Контрада Традименто је насеље у Италији у округу Агриђенто, региону Сицилија.
Према процени из 2011. у насељу је живело 201 становника. Насеље се налази на надморској висини од 78 м.